# Է

Էとէ

筆記体

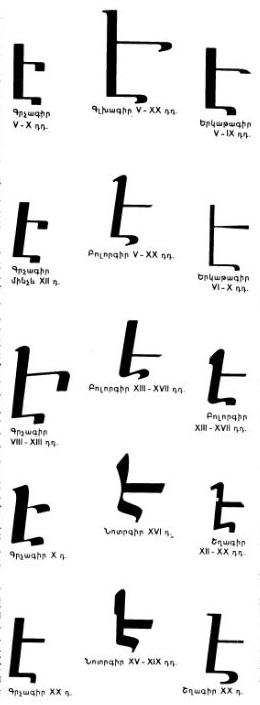
Էとէの様々な書体

Է, է（アルメニア語: է、発音はe）は、アルメニア文字の7番目の文字である。405年ごろにメスロプ・マシュトツによって作成されたと見られる。1922年の正書法改正ですべて「Ե」に書き換えられて廃止となったものの、1940年に復活されて現在に至る。

## 使用
古典アルメニア語では非円唇前舌半狭母音[e]を表す。現代の東アルメニア語・西アルメニア語では非円唇前舌半広母音[ɛ]を表す。ラテン文字化する時は「E」または「Ē」と記す。記数法では7を表す。また、「Ե」もおおよそ同じ発音であるが、ソ連時代および現行のアルメニア共和国の正書法での文字の整理により、「Ե」の方の使用頻度が高くなり、この「Է」は語頭と複合語にしか来なくなる（մէջ → մեջ、սէր → սերなど）。なお、「էօ」の二文字は西アルメニア語で単母音の円唇前舌半広母音[œ]と発音される。

## 書体

## 符号位置
| 文字 | Unicode | JIS X 0213 | 文字参照        | 備考 |
| ---- | ------- | ---------- | --------------- | ---- |
| Է    | U+0537  | -          | &#x537; &#1335; |      |
| է    | U+0567  | -          | &#x567; &#1383; |      |